# Das Land des Lächelns (film 1930)
Das Land des Lächelns è un film del 1930 diretto da Max Reichmann.
Fu la prima versione cinematografica de Il paese del sorriso, un'operetta di Franz Lehár di grande successo che era andata in scena solo l'anno precedente, il 10 ottobre 1929 al Metropol-Theater di Berlino. Le musiche del film furono dirette da Paul Dessau; la coreografia è firmata da Jimmy MacArley.

## Produzione
Il famoso tenore Richard Tauber, interprete del principe Sou Chong, produsse il film attraverso la sua compagnia, la Richard Tauber Tonfilm-Produktion GmbH (Berlin).

## Distribuzione
Distribuito dalla Bayerische Film, uscì nelle sale cinematografiche tedesche il 17 novembre 1930. In Austria, il film fu distribuito dalla Verleih Deutscher Tonfilme Leopold Barth & Company. Uscì anche in Bulgaria (8 febbraio 1931), in Finlandia (5 ottobre 1931), in Portogallo (25 aprile 1932).
Ebbe anche un titolo alternativo, Die gelbe Jacke, come si era chiamato il lavoro originario da cui venne tratta la versione definitiva dell'operetta. Che, dopo lo scarso successo di quella originale, fu rimaneggiata e prese il titolo definitivo di Das Land des Lächelns (in italiano, Il paese del sorriso).